# Pro Evolution Soccer 2011
Pro Evolution Soccer 2011 (PES 2011 också World Soccer: Winning Eleven 2011 i Japan) är ett fotbollsspel i Pro Evolution Soccer-serien som utvecklades och publicerades av Konami med stöd från Blue Sky Team. . Spelet släpptes i Sverige den 7 oktober 2010. I spelet ingår turneringarna UEFA Champions League, UEFA Europa League och CONMEBOL Copa Libertadores.

## Demo
Konami har meddelat att den officiella demoversionen kommer att släppas 15 september för plattformarna Playstation 3, Xbox 360, PlayStation Portable och PC.
- Bayern München
- FC Barcelona
- Internationellt SC
- Chivas de Guadalajara

## Licensierade tävlingar

### Amerikanska
- Copa Libertadores.

### Europa
- UEFA Champions League.
- UEFA Europa League.
- Super Cup.

### Intercontinental
- Världsmästerskapet i fotboll för klubblag

Bara i Master League eller Bli en Legend.

## Klubbar

### Licensierade ligor
- Eredivisie. (Alla licensierade klubbar).
- Ligue 1. (Alla licensierade klubbar).
- Serie A. (Alla licensierade klubbar).

### Olicensierade ligor
- Premier League. (2 klubbar licensierade: Manchester United,Tottenham Hotspur. (18 utan licens: Arsenal FC, Aston Villa, Birmingham City Blackburn Rovers, Bolton Wanderers, Blackpool, Chelsea FC Everton, Fulham, Newcastle Liverpool Manchester City, West Bromwich Albion FC, Stoke City, Sunderland, West Ham United, Wigan Athletic, Wolverhampton Wanderers
- La Liga. (14 licensierade klubbar: UD Almería, Athletic Bilbao, Atletico Madrid, Barcelona, RC Deportivo de La Coruña, Espanyol ,Getafe CF,  Mallorca, Racing Santander, Real Madrid , Sporting de Gijón , Valencia, Villarreal CF,Zaragoza,  (6 Utan Licens: Hércules CF, Levante, Málaga CF Osasuna, Real Sociedad och Sevilla)

League * (A, B, C, D, E).

## Licenserade landslag

### Afrika
- Kamerun
- Elfenbenskusten
- Egypten
- Ghana
- Nigeria
- Sydafrika

### Amerika
- Argentina
- Brasilien
- Chile
- USA
- Paraguay
- Uruguay
- Ecuador
- Peru
- Colombia
- Honduras
- Mexiko

### Asien
- Australien
- Nordkorea
- Sydkorea
- Japan
- Nya Zeeland

### Europa
- Tyskland
- Österrike
- Belgien
- Bulgarien
- Kroatien
- Skottland
- Slovakien
- Slovenien
- Spanien
- Frankrike
- Grekland
- England
- Irland
- Nordirland
- Italien
- Norge
- Nederländerna
- Portugal
- Tjeckien
- Ryssland
- Serbien
- Sverige
- Schweiz
- Turkiet

Dessa är de lag som har bekräftats av Konami, resten är olicensierade lag.